# Advantage Cars Prague Open 2025
Advantage Cars Prague Open 2025 byl kombinovaný tenisový turnaj mužského okruhu ATP Challenger Tour a ženského okruhu ITF Women's World Tennis Tour. Odehrával se na antukových dvorcích I. ČLTK Praha na Štvanici. Prague Open probíhal jako dvacátý pátý ročník mezi 5. a 11. květnem 2025 v české metropoli Praze.
Mužský turnaj dotovaný 91 250 eury se řadil do challengerové kategorie 75. Ženská událost s rozpočtem 60 000 dolarů patřila do kategorie W75. Nejvýše nasazenými v singlových soutěžích se stali 146. tenista světa Šintaró Močizuki z Japonska a 138. žena klasifikace Francesca Jonesová ze Spojeného království. Jako poslední přímý účastník do dvouhry nastoupil kazachstánský 207. hráč žebříčku Bejbit Žukajev. V důsledku invaze Ruska na Ukrajinu na konci února 2022 řídící organizace tenisu ATP, WTA a ITF s grandslamy rozhodly, že ruští a běloruští tenisté mohli dále na okruzích startovat, ale do odvolání nikoli pod vlajkami Ruska a Běloruska.
Kvůli dotační kauze Českého ternisového svazu a nejisté finanční podpoře z Národní sportovní agentury (NSA), generální manažer pořádajícího I. ČLTK Vladislav Šavrda nejdříve organizaci ATP informoval o zrušení štvanického turnaje. Po zajištění dotační částky od NSA v kombinaci s rezervami klubu a podporou partnerů ATP turnaj zpětně vrátila na termínovou listinu, i díky vysokému hodnocení z přechozích let a podmínkou okamžitého odeslání 75 tisíc eur na prize money.
Třetí singlový titul na okruhu ATP Challenger Tour vybojoval 23letý Rakušan Filip Misolic. Devátou trofej z dvouhry okruhu ITF získala 24letá Britka Francesca Jonesová. Mužskou čtyřhru ovládli Ukrajinec Denys Molčanov s Čechem Matějem Vocelem, pro nějž to byl první kariérní titul na challengerech. V ženském deblu zvítězil nizozemsko-český pár Jasmijn Gimbrèreová a Denisa Hindová.

## Rozdělení bodů a finančních odměn

### Rozdělení bodů
| Soutěž       | Soutěž | vítězové | finalisté | semifinalisté | čtvrtfinalisté | 16 v kole | 32 v kole |
| ------------ | ------ | -------- | --------- | ------------- | -------------- | --------- | --------- |
| dvouhra mužů | [ 1 ]  | 75       | 44        | 22            | 12             | 6         | —         |
| čtyřhra mužů | [ 6 ]  | 75       | 44        | 22            | 12             | 0         | —         |
| dvouhra žen  | [ 7 ]  | 75       | 49        | 29            | 16             | 9         | 1         |
| čtyřhra žen  | [ 7 ]  | 75       | 49        | 29            | 16             | 1         | —         |

### Finanční odměny
| Soutěž                                | Soutěž | vítězové | finalisté | semifinalisté | čtvrtfinalisté | 16 v kole | 32 v kole |
| ------------------------------------- | ------ | -------- | --------- | ------------- | -------------- | --------- | --------- |
| dvouhra mužů                          | [ 1 ]  | 12 980 € | 7 620 €   | 4 550 €       | 2 635 €        | 1 535 €   | 950 €     |
| dvouhra žen                           | [ 7 ]  | 9 142 $  | 4 886 $   | 2 683 $       | 1 543 $        | 935 $     | 557 $     |
| čtyřhra mužů                          | [ 6 ]  | 4 540 €  | 2 630 €   | 1 580 €       | 920 €          | 530 €     | —         |
| čtyřhra žen                           | [ 7 ]  | 3 344 $  | 1 672 $   | 836 $         | 456 $          | 304 $     | —         |
| částky ve čtyřhře jsou uvedeny na pár |        |          |           |               |                |           |           |

## Mužská dvouhra

### Nasazení
| Stát                          | Hráč                 | ATP  | Nasazení |
| ----------------------------- | -------------------- | ---- | -------- |
| Japonsko                      | Šintaró Močizuki     | 146. | 1.       |
| Španělsko                     | Martín Landaluce     | 148. | 2.       |
| Belgie                        | Alexander Blockx     | 151. | 3.       |
| Kazachstán                    | Dmitrij Popko        | 155. | 4.       |
| Gruzie                        | Nikoloz Basilašvili  | 157. | 5.       |
| Španělsko                     | Alejandro Moro Cañas | 159. | 6.       |
| Kazachstán                    | Michail Kukuškin     | 162. | 7.       |
| Indie                         | Sumit Nagal          | 165. | 8.       |
| Žebříček ATP k 21. dubnu 2025 |                      |      |          |

### Jiné formy účasti
Následující hráči obdrželi divokou kartu do hlavní soutěže:
- Petr Brunclík
- Maxim Mrva
- Mees Röttgering

Následující hráč měl nastoupit po obdržení zvláštní výjimky:
- Zsombor Piros

Následující hráč nastoupil jako náhradník:
- Jurij Rodionov

Následující hráč nastoupil v rámci College Accelerator Programme (pro absolventy v Top 20 konečného univerzitního žebříčku ITA):
- Antoine Cornut-Chauvinc

Následující hráč nastoupil v rámci Junior Accelerator Programme (pro hráče v Top 20 konečného juniorského žebříčku ITF):
- Nicolai Budkov Kjær

Následující hráči postoupili z kvalifikace:
- Hynek Bartoň
- Maxime Chazal
- Guy den Ouden
- Jan Kumstát
- Daniel Rincón
- Vitalij Sačko

Následující hráč postoupil z kvalifikace jako šťastný poražený: 
- Sascha Gueymard Wayenburg

## Mužská čtyřhra

### Nasazení
| Stát                                                                                    | Hráč                   | Stát       | Hráč                      | ATP  | Nasazení |
| --------------------------------------------------------------------------------------- | ---------------------- | ---------- | ------------------------- | ---- | -------- |
| Monako                                                                                  | Romain Arneodo         | Francie    | Manuel Guinard            | 87.  | 1.       |
| Indie                                                                                   | Vidžaj Sundar Prašanth | Mexiko     | Miguel Ángel Reyes-Varela | 175. | 2.       |
| Kanada                                                                                  | Cleeve Harper          | USA        | Ryan Seggerman            | 180. | 3.       |
| Brazílie                                                                                | Marcelo Demoliner      | Nizozemsko | David Pel                 | 181. | 4.       |
| Žebříček ATP k 21. dubnu 2025; číslo je součtem žebříčkového postavení obou členů páru. |                        |            |                           |      |          |

### Jiné formy účasti
Následující páry obdržely divokou kartu:
- Hynek Bartoň /  Jakub Nicod
- Maxim Mrva /  Jiří Veselý

## Ženská dvouhra

### Nasazení
| Stát                          | Hráčka              | WTA  | Nasazení |
| ----------------------------- | ------------------- | ---- | -------- |
| Spojené království            | Francesca Jonesová  | 138. | 1.       |
| Japonsko                      | Ena Šibaharaová     | 139. | 2.       |
| Austrálie                     | Priscilla Honová    | 142. | 3.       |
| USA                           | Louisa Chiricová    | 151. | 4.       |
| Polsko                        | Katarzyna Kawaová   | 152. | 5.       |
| Argentina                     | Julia Rierová       | 162. | 6.       |
| Slovinsko                     | Veronika Erjavecová | 168. | 7.       |
| Německo                       | Tamara Korpatschová | 170. | 8.       |
| Žebříček WTA k 21. dubnu 2022 |                     |      |          |

### Jiné formy účasti
Následující páry obdržely divokou kartu do hlavní soutěže:
- Nikola Bartůňková
- Tereza Krejčová
- Tereza Martincová
- Julie Paštiková

Následující hráčky postoupily z kvalifikace:
- Ayla Aksuová
- Dalila Jakupovićová
- Katarína Kužmová
- İpek Özová
- Mia Ristićová
- Sapfo Sakellaridiová
- Caroline Wernerová

Následující hráčky postoupily z kvalifikace jako šťastné poražené:
- Amina Anšbová
- Stephanie Wagnerová

## Ženská čtyřhra

### Nasazení
| Stát                                                                      | Hráčka                    | Stát                | Hráčka               | WTA  | Nasazení |
| ------------------------------------------------------------------------- | ------------------------- | ------------------- | -------------------- | ---- | -------- |
| Česko                                                                     | Jesika Malečková          | Česko               | Miriam Škoch         | 220. | 1.       |
| Španělsko                                                                 | Yvonne Cavalle Reimersová | Argentina           | Julia Rierová        | 327. | 2.       |
| Česko                                                                     | Aneta Kučmová             | Řecko               | Sapfo Sakellaridiová | 327. | 3.       |
| Ukrajina                                                                  | Nadija Kolbová            | Bosna a Hercegovina | nita Wagnerová       | 361. | 4.       |
| Žebříček WTA k 21. dubnu 2025; číslo je součtem umístění obou členek páru |                           |                     |                      |      |          |

## Přehled finále

### Mužská dvouhra
- Filip Misolic vs.  Guy den Ouden, 6–4, 6–0

### Ženská dvouhra
- Francesca Jonesová vs.  Ena Šibaharaová, 6–3, 6–4

### Mužská čtyřhra
- Denys Molčanov /  Matěj Vocel vs.  David Pichler /  Jurij Rodionov, 7–6(7–3), 6–3

### Ženská čtyřhra
- Jasmijn Gimbrèreová /  Denisa Hindová vs.  Aneta Kučmová /  Sapfo Sakellaridiová, 7–6(7–5), 7–5